# Libelia De Splenter
Libelia De Splenter is een Belgische fotografe en voormalig radiopresentator bij Studio Brussel, waar ze onder meer De Maxx presenteerde.
Haar stem werd gebruikt als basis voor het ontwikkelen van de eerste vrouwelijke synthetische stem van Lernout & Hauspie. Na het faillissement van L&H werd deze stem ('Ellen') doorverkocht en meer dan tien jaar later gebruikt door Apple in de software Siri en Volkswagen.
Ze is getrouwd met Gert Keunen.